# Fuendejalón
Fuendejalón és un municipi d'Aragó situat a la província de Saragossa i enquadrat a la comarca del Camp de Borja. En aquesta població s'hi troba el celler Bodegas Aragonesas que elaboren vins amb la marca comercial de Coto de Hayas i etiquetats sota la DO Campo de Borja.

## Fills il·lustres
- León Andia Labarta, músic i eclesiàstic.

## Personatges importants
- Miguel Chueca Cuartero, anarcosindicalista.

## Agermanaments
- Camarsac